# Comité Paralímpico Nacional
Un Comité Paralímpico Nacional es una organización deportiva responsable de los deportistas discapacitados de su país y que está adscrita al Comité Paralímpico Internacional (CPI).

## Comités por continente
Actualmente (2025), existen 181 miembros del CPI, pero no todos los países envían deportistas a los Juegos Paralímpicos. Están repartidas en cinco organizaciones regionales:
| Continente | Continente                         | Asociación                  | Comités |
| ---------- | ---------------------------------- | --------------------------- | ------- |
|            | África                             | Comité Paralímpico Africano | 49      |
| América    | Comité Paralímpico de las Américas | 33                          |         |
| Asia       | Comité Paralímpico Asiático        | 43                          |         |
| Europa     | Comité Paralímpico Europeo         | 48                          |         |
| Oceanía    | Comité Paralímpico de Oceanía      | 8                           |         |